# Ballade pour Adeline
Singles de Richard Clayderman
- Les Fleurs sauvages
(1978)
Ballade pour Adeline est une composition instrumentale d'easy listening de Paul de Senneville, sortie en 1977. Sa mélodie est relativement simple.

## Histoire
Adeline est la deuxième fille de Paul de Senneville.
En 1977, à l'issue d'une audition, le pianiste Richard Clayderman est choisi pour interpréter la ballade, composée sur une mélodie simple de quelques notes,. Le single se vend à plus de 22 millions d'exemplaires.

## Reprises
Danielle Licari enregistre une version chantée et Jean-Claude Borelly une adaptation pour trompette en 1982.